# Manuela Söller-Winkler
Manuela Söller-Winkler (* 10. August 1961 in Bonn als Manuela Söller) ist eine deutsche Verwaltungsjuristin und Staatssekretärin a. D. im Innenministerium von Schleswig-Holstein.

## Biografie
Nach dem Schulbesuch in Hammelburg und Landau/Pfalz mit Abitur 1980 studierte Manuela Söller-Winkler  Rechtswissenschaften in Mainz und Erlangen und legte das Zweite Staatsexamen 1991 ab. Sie trat in den schleswig-holsteinischen Staatsdienst ein und bekleidete im Innenministerium verschiedene Posten. 2008 wurde sie zur Abteilungsleiterin im  Innenministerium bestellt. Im Nebenamt war sie für rund 10 Jahre als Landeswahlleiterin für Schleswig-Holstein tätig.
Söller-Winkler gehört seit 2012 der SPD an. Ihr Ehemann ist der ehemalige Marinesprecher Achim Winkler. Das Ehepaar hat einen Sohn.
Im Jahr 2012 unterlag sie bei der Entscheidung für die SPD-Kandidatur zur Oberbürgermeisterwahl in Kiel im 2. Wahlgang sehr knapp (145 zu 143 Stimmen) gegen ihre Mitbewerberin Susanne Gaschke.
Von September 2014 bis Juni 2017 amtierte sie im Kabinett Albig als Staatssekretärin im Ministerium für Inneres und Bundesangelegenheiten des Landes Schleswig-Holstein.
Seit Oktober 2017 ist Manuela Söller-Winkler freiberuflich als Beraterin für öffentliche Verwaltung und Wahlen tätig. Gegenwärtig berät sie insbesondere die Deutsche Gesellschaft für Internationale Zusammenarbeit (GIZ) GmbH bei Projekten zur Unterstützung der Dezentralisierungsreform und zur Stärkung der lokalen Verwaltung in der Ukraine und in Pakistan.
Der Landesverband Schleswig-Holstein des Weißen Ringes wählte sie im August 2018 in das Ehrenamt der Landesvorsitzenden.